# Guéry (prénom)
 (janvier 2019).
Pour les articles homonymes, voir Guéry (homonymie).
Guéry est un prénom français ancien du Moyen Âge, qui est devenu à la fin du Moyen Âge un patronyme. Le prénom et le patronyme Guéry sont particulièrement fréquents dans le département du Nord, en Lorraine, notamment dans le département des Vosges et dans la région Pays de la Loire.

## Onomastique
Le prénom Guéry est une des nombreuses variantes du prénom Goëric ou Goëry, nom d'un évêque de Metz également appelé Saint Goëry de Metz (ca. 570-647), qui régna de 629 à 647, successeur de l'évêque Arnould (Saint Arnould de Metz). L'évèque Goëry, également appelé Goericus en latin, et Goeric, Goëric, Goéry ou Gœury en ancien français, est à l'origine de la popularité de ces variantes de prénoms.
On trouve parmi les études généalogiques plusieurs individus appelés Guéry GUÉRY ou Guery GUERY, dès la fin du premier millénaire et jusqu'au début du XXe siècle, ce qui prouve la coexistence de Guéry en tant que prénom et en tant que patronyme.

## Variantes
Goëry possède de nombreuses variantes : Goericus, Goëric, Goéric, Goeric, Goéry, Goery, Guery, Guéry, Geury, Gueury, Gœury et Gury qui sont tous des prénoms anciens du Moyen Âge. Tous sont également devenus des patronymes, en particulier dans l'est de la France.

## Localisation du patronyme en France
Le tableau ci-dessous indique le classement par département français (les 5 premiers départements seulement) du nombre de naissances d'individus de nom Guéry ou Guery entre 1891 et 1990, soit une période 100 ans. Ce classement est donné par l'INSEE à travers le site geopatronyme :
| NAISSANCE D'INDIVIDUS de nom GUÉRY (1890-1990) | NAISSANCE D'INDIVIDUS de nom GUÉRY (1890-1990) | NAISSANCE D'INDIVIDUS de nom GUÉRY (1890-1990) |
| ---------------------------------------------- | ---------------------------------------------- | ---------------------------------------------- |
| 1                                              | Nord                                           | 508                                            |
| 2                                              | Vosges                                         | 481                                            |
| 3                                              | Maine-et-Loire                                 | 450                                            |
| 4                                              | Seine-Maritime                                 | 443                                            |
| 5                                              | Loire-Atlantique                               | 365                                            |